# Jesús Alejandro Ochoa López
Jesús Alejandro Ochoa (Colima, Colima, México; 3 de marzo de 2000) es un futbolista mexicano, juega como Mediocampista y actualmente se encuentra sin equipo.

## Trayectoria
Empezó jugando con el equipo del Atlético Tecomán en 2015, posteriormente llegó a las básicas de los Xolos de Tijuana.

### Club Necaxa
En 2019 pasa a jugar con Necaxa, debutó en primera división el 15 de marzo de 2020 ante Santos Laguna.

### Alebrijes de Oaxaca
Para el 2020 en jugaría en Alebrijes.
Donde jugó un total de 21 partidos en los cuales solo anotó 2 goles y donde tendría más participación acumulando un total de 773 minutos.

### Cimarrones de Sonora
Llegaría a Cimarrones en 2021 donde solo vería acción en cuatro partidos en los cuales acumuló 25 minutos.

### Mazorqueros FC
Tras no tener demasiada actividad con el equipo sonorense, en 2022 se incorpora a Mazorqueros FC donde jugó 12 partidos y consiguió el campeonato en su primer torneo.

### Atlético La Paz
El siguiente torneo llegó al Club Atlético La Paz en Liga de Expansión, nuevo equipo de los dueños de Mazorqueros.